# Gouzon
Gouzon (auch: Gouzougnat; okzitanisch Gosom) ist eine französische Gemeinde mit 1.565 Einwohnern (Stand 1. Januar 2022) in der Region Nouvelle-Aquitaine. Sie liegt im Département Creuse, im Arrondissement Aubusson und gehört zum Kanton Gouzon. Die Einwohner sind die Gouzonnaises.

## Geographie
Gouzon liegt etwa 28 Kilometer östlich von Guéret im Zentralmassiv am Fluss Voueize, sowie dessen Nebenfluss Goze. Durch die Gemeinde führt die Route nationale 145 (Europastraße 62). Der Bahnhof Parsac-Gouzon an der Bahnstrecke Montluçon – Saint-Sulpice-Laurière befindet sich in der Nachbargemeinde Parsac.

## Geschichte
Eine prähistorische wie eine gallorömische Siedlung sind nachgewiesen. 1187 tauchte die Ortschaft in den Büchern der Zisterzienserabtei von Bonlieu auf.

### Wappen
Beschreibung: Unter goldenem Schildhaupt in Blau zwei fünfstrahlige goldene Sterne und ein liegender silberner Halbmond im Schildfuß.

### Bevölkerungsentwicklung

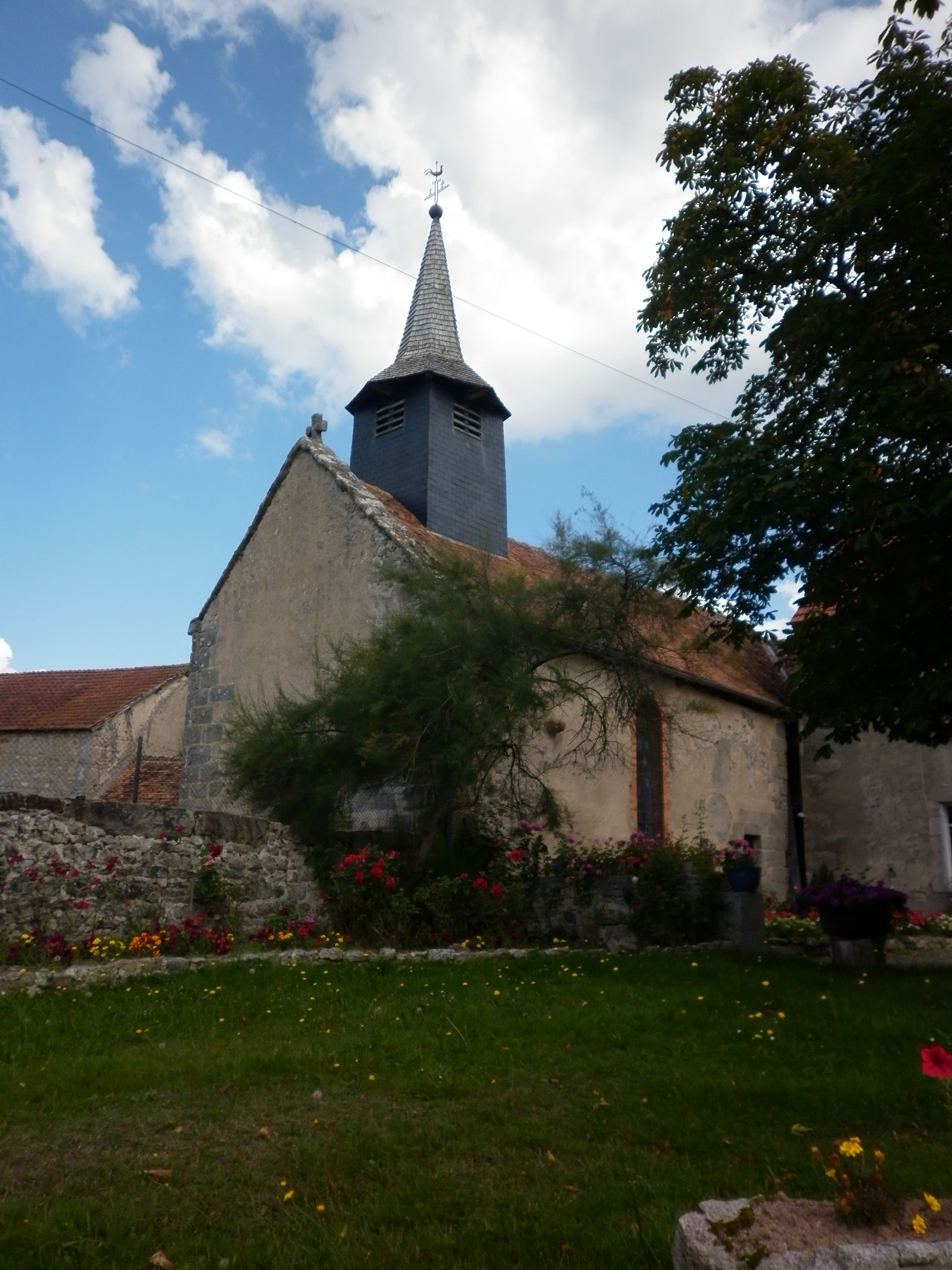
Kirche Saint-Nicolas im Ortsteil Forges

| Jahr                       | 1962 | 1968 | 1975 | 1982 | 1990 | 1999 | 2009 | 2019 |
| Einwohner                  | 1580 | 1639 | 1501 | 1469 | 1370 | 589  | 1500 | 1424 |
| Quellen: Cassini und INSEE |      |      |      |      |      |      |      |      |

## Sehenswürdigkeiten
- Kirche Saint-Nicolas im Ortsteil Forges liegt auf Fundamenten des 9. Jahrhunderts mit Wandmalereien aus dieser Zeit (Monument historique seit 1969)
- Kirche Saint-Martin aus dem 13. Jahrhundert (Monument historique seit 1933)
- Kirchplatz vor Saint-Martin (Monument historique seit 2003)
- Seen von Grands-Champs
- Teile des Réserve naturelle nationale de l’Étang des Landes befinden sich im Gemeindegebiet

## Persönlichkeiten
- René Sappin des Raynaud (1878–1951), Architekt
- Der Stammvater des Adelsgeschlechtes Balzac, Roffec de Balzac, war mit Cybille de Gouzon verheiratet